# 4 Pułk Huzarów (austro-węgierski)

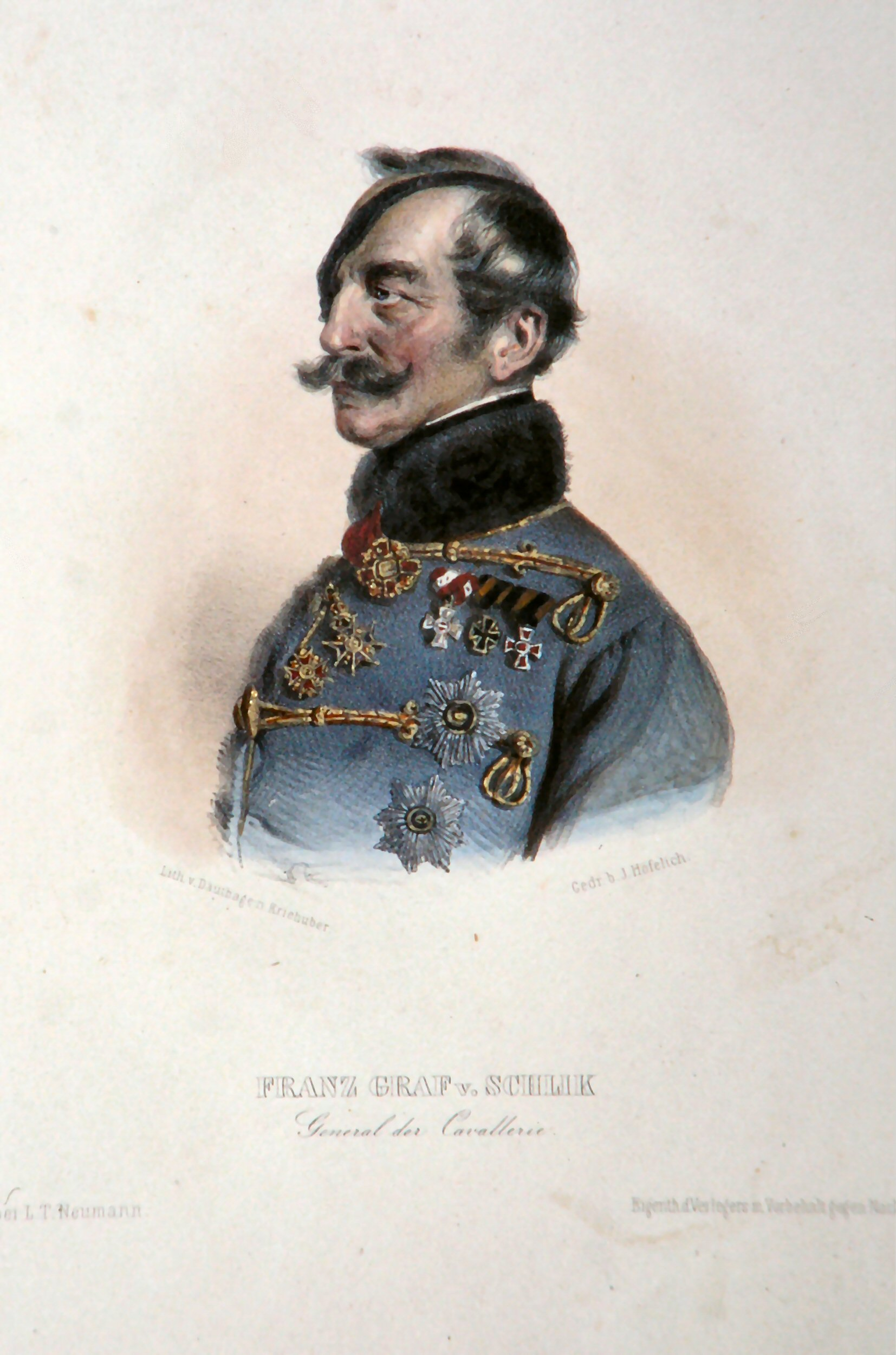
Szef pułku Franz von Schlik zu Bassano und Weißkirchen

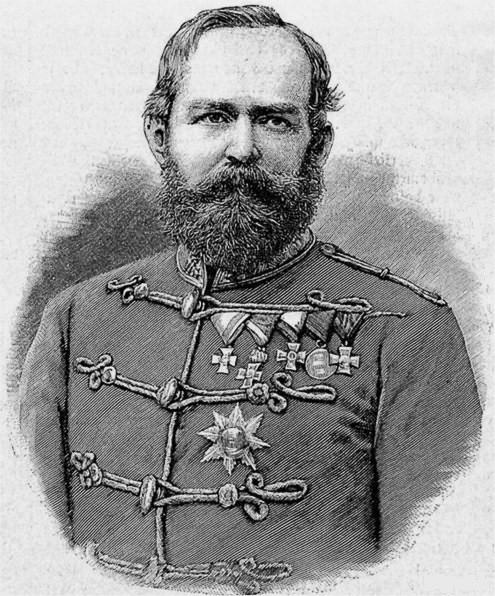
Szef pułku Leopold von Edelsheim-Gyulai

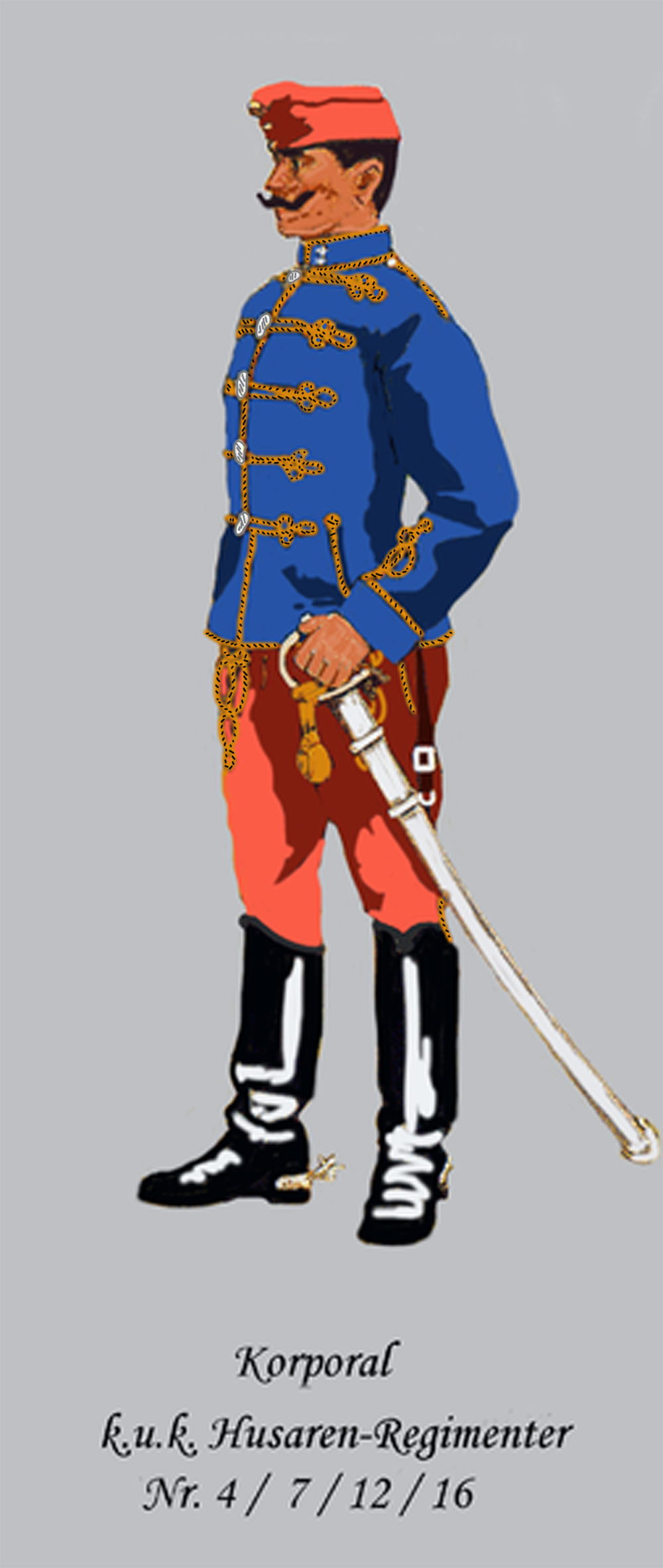
Kapral HR. 4

Pułk Huzarów Artura Księcia Connaught i Strathearn Nr 4 (HR. 4) – pułk kawalerii cesarskiej i królewskiej Armii.

## Historia pułku
Pułk został utworzony w 1734 roku.
Swoje święto pułk obchodził 21 marca w rocznicę bitwy pod Lyonem stoczonej w 1814 roku.
Do 1895 roku pułk razem z kadrą zapasową stacjonował w Suboticy (niem. Maria-Theresiopel, węg. Szabadka) na terytorium 4 Korpusu i wchodził w skład 4 Brygady Kawalerii.
W 1895 roku pułk został przeniesiony na terytorium 6 Korpusu i wszedł  w skład 6 Brygady Kawalerii. Komenda pułku razem z 2. dywizjonem i kadrą zapasową przeniosła się do Gyöngyös (niem. Gengeß), a 1. dywizjon do Miszkolca.
W 1898 roku kadra zapasowa została przeniesiona Gyöngyös do Lugoj (węg. Lugos, niem. Lugosch) na terytorium 7 Korpusu, który był okręgiem uzupełnień dla pułku.
W 1901 roku pułk został przeniesiony do Wiednia na terytorium 2 Korpusu i włączony w skład 17 Brygady Kawalerii. Kadra zapasowa pozostawała w Lugoj.
W 1908 roku pułk został przeniesiony na terytorium 12 Korpusu i włączony w skład 12 Brygady Kawalerii. Komenda pułku razem z 2. dywizjonem znajdowała się w Sybinie (niem. Hermannstadt), (węg. Nagyszeben), a 1. dywizjon w Mediaș (niem. Mediasch, węg. Medgesz). Kadra zapasowa pułku nadal pozostawała w Lugoj na terytorium 7 Korpusu. W 1910 roku 1. dywizjon został przeniesiony do Sebeș (węg. Szászsebes). Dyslokacja i podporządkowanie pułku nie uległo zmianie do 1914 roku.
Żołnierze nosili attylę jasnoniebieską, a guzy do pętlic („oliwki”) były srebrne; czako –  czerwone.

## Organizacja pokojowa pułku
- Komenda
- pluton pionierów
- patrol telegraficzny
- Kadra Zapasowa
- 1. dywizjon
- 2. dywizjon

W skład każdego dywizjonu wchodziły trzy szwadrony liczące 117 dragonów. Stan etatowy pułku liczył 37 oficerów oraz 874 podoficerów i żołnierzy.

## Szefowie pułku
Kolejnymi szefami pułku byli:
- generał kawalerii Friedrich Joseph Ludwig von Hessen-Homburg (1803 – †2 IV 1829),
- generał kawalerii Franz Anton Heinrich von Schlik zu Bassano und Weißkirchen (1849 – †17 III 1862),
- FML Viktor Cseh von Szent-Kátolna (1862 – †22 VI 1867),
- generał kawalerii Leopold Wilhelm von Edelsheim-Gyulai (1867 – †27 III 1893),
- brytyjski książę i marszałek polny Artur von Connaught und Strathearn (od 1893)[1].

## Żołnierze
Komendanci pułku
- płk Arthur von Lederer ( – 1895 → komendant 63 Brygady Piechoty)
- płk Géza Béla Paul Michael Libor von Szilvinyi (1895 – 1900 → komendant 3 Brygady Kawalerii[12])
- ppłk / płk Franz Swaty (1900[12] – 1903)
- płk Artur Szontágh (1903 – 1909 → komendant 10 Brygady Kawalerii)
- płk Gustav Hegeler (1909 – 1910[13])
- ppłk / płk Anton Burka (1910[9] – 1914[1])
- płk Gotthard Jańky von Bulcs (1914 – 1915)

Oficerowie
- lekarz pułkowy Józefat Janowski (1896–1907)
- por. Antoni Zawadzki